# Sybilla coemeterii
Sybilla coemeterii är en skalbaggsart som först beskrevs av Thomson 1856.  Sybilla coemeterii ingår i släktet Sybilla och familjen långhorningar. Inga underarter finns listade i Catalogue of Life.